# Lom u Tachova
Lom u Tachova (deutsch Lohm) ist eine Gemeinde mit 495 Einwohnern (Stand: 1. Januar 2023)  in Tschechien. Sie liegt vier Kilometer nordöstlich von Tachov linksseitig über dem Tal der Mies an der Eisenbahnstrecke von Tachov nach Planá.

## Geschichte
Die erste Erwähnung von Lohm stammt aus dem Jahre 1379. Das Zentrum des Rundlings bildete der Dorfteich, eine Schmiede und ein Glockenturm. Die Pfarrkirche befand sich in Tachau. Im Jahre 1400 wurde in Lohm eine Feste errichtet, die letztmals 1770 erwähnt und ab 1785 ein wüstes Schloss mit einem mächtigen Turm genannt wurde. Nach 1454 ist der Ort als „Deutsch Lohm“ bezeichnet worden. 1819 entstand die Barockkapelle der Jungfrau Maria. 1939 lebten in Lohm 234 Menschen.
Nach dem Münchner Abkommen wurde der Ort dem Deutschen Reich zugeschlagen und gehörte bis 1945 zum Landkreis Tachau.
Zwischen 1965 und 1968 entstand eine Schweinemastanlage für 1.400 Säue und zwischen 1970 und 1973 ein Kulturhaus. Am 1. Januar 1980 wurde Lom nach Tachov eingemeindet, seit dem 24. November 1990 ist der Ort wieder eine eigenständige Gemeinde.

## Persönlichkeiten
- Georg Scharnagl (1880–1965), tschechoslowakischer und deutscher Politiker